# غراهام ديكين
غراهام ديكين (بالإنجليزية: Graham Deakin)‏ هو طبال بريطاني، ولد في 1950.

## وصلات خارجية
- غراهام ديكين على موقع ميوزك برينز (الإنجليزية)
- غراهام ديكين على موقع ديسكوغز (الإنجليزية)